# KJS (JavaScript)
KJS era l'interprete JavaScript di KDE inizialmente sviluppato nel 2000 per il browser web Konqueror da Harri Porten.
Il 13 giugno 2002, Maciej Stachowiak ha annunciato sulla mailing list degli sviluppatori di KDE che Apple aveva prodotto JavaScriptCore, un framework per macOS basato su KJS . I due progetti procedono ora indipendentemente.
È stato parte della suite dei Framework di KDE fino alla versione 6. Il supporto di KDE è stato abbandonato e non è più incluso in KDE. 

## Caratteristiche
- Gestisce lo standard ECMA-262 (ECMAScript) versione 3, grossomodo equivalente a JavaScript 1.5
- Scritto in C++
- Altamente portabile, dipende solo dalle librerie standard C e C++ ed opzionalmente dalla libreria PCRE (Perl-Compatible Regular Expressions).